# Elektrárna Dürnrohr

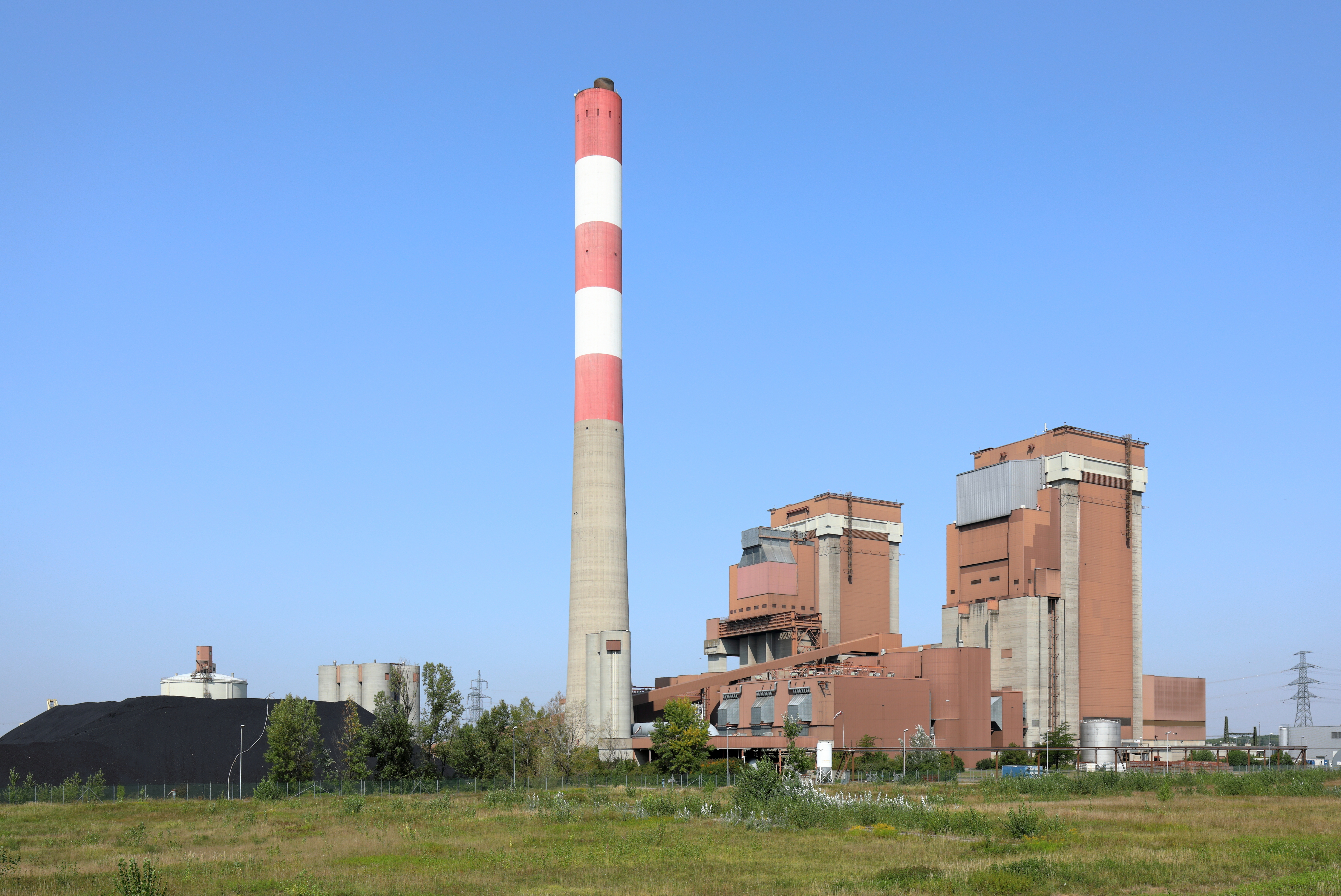
Uhelná elektrárna Dürnrohr

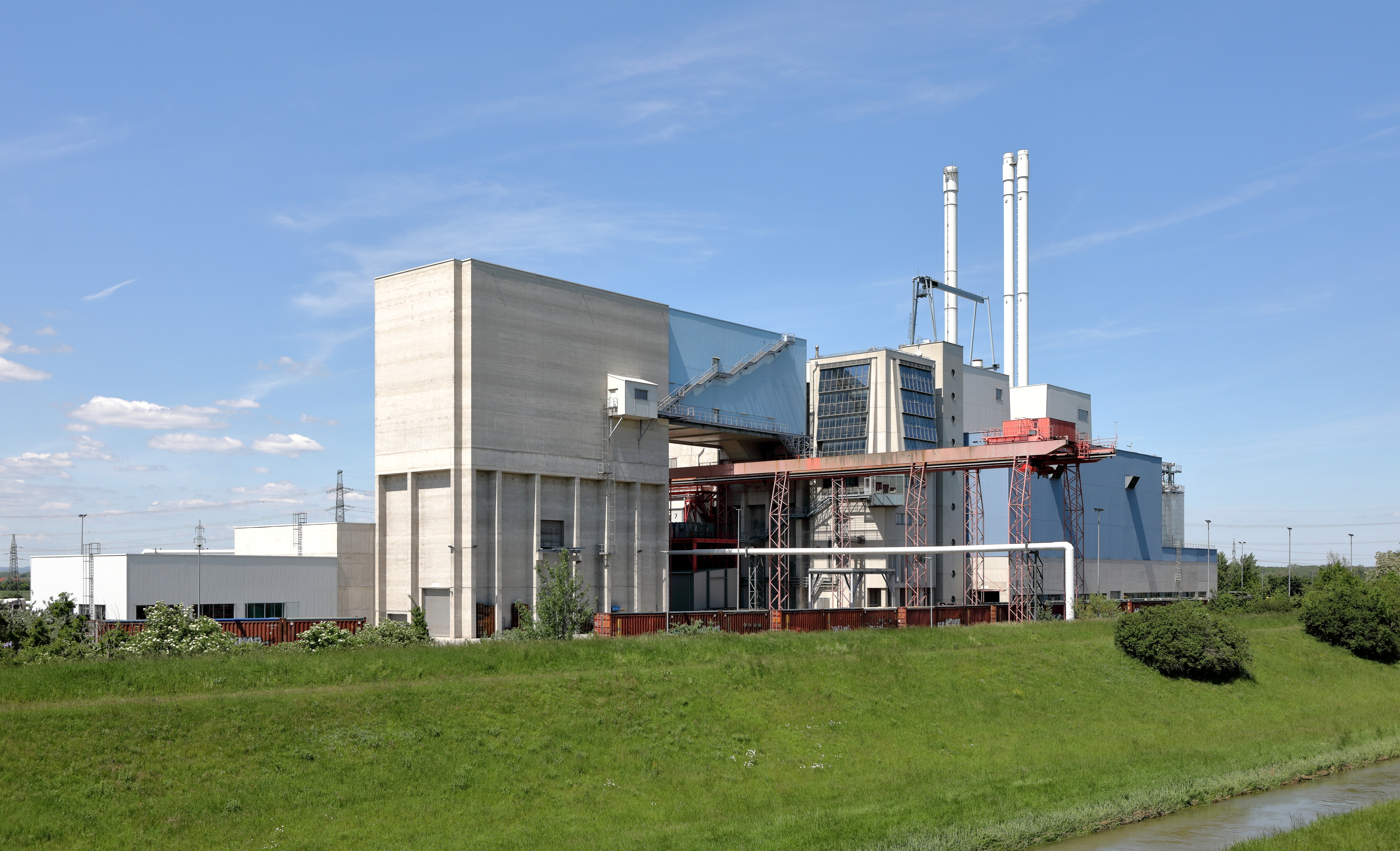
Spalovna odpadu Dürnrohr

Dürnrohr je tepelná elektrárna postavená v dolním Rakousku jako náhrada za nespuštěnou jadernou elektrárnu Zwentendorf. Elektrárna rovněž slouží jako spalovna odpadu.
Má dva bloky (352 a 405 MW), které spalovaly české a polské uhlí, od roku 2019 pracuje na zemní plyn. Do provozu byla uvedena v roce 1987. Využívá elektrické vedení určené původně pro elektrárnu Zwentendorf.
210 m vysoký komín elektrárny je nejvyšším komínem v Rakousku a 3. nejvyšší stavbou v Rakousku.